# Municipio de San Martín de los Cansecos
El municipio de San Martín de los Cansecos es uno de los 570 municipios que conforman al estado mexicano de Oaxaca. Pertenece al distrito de Ejutla, dentro de la región valles centrales. Su cabecera es la localidad de San Martín de los Cansecos.

## Geografía
El municipio abarca 9.29 km² y se encuentra a una altitud promedio de 1520 m s. n. m., oscilando entre 2000 y 1400 m s. n. m.
Colinda al norte, este y sur con el municipio de San José del Progreso, al sur, oeste y norte con el municipio de Ejutla de Crespo.

### Fisiografía
San Martín de los Cansecos pertenece a la región de los Valles Centrales del estado Oaxaca. El sistema de topoformas presente es el valle de laderas tendidas con lomerío. El tipo de relieve dominante es el valle o depresión.

### Hidrografía
El municipio se encuentra en la subcuenca del río Atoyac-Oaxaca de Juárez, dentro de la cuenca del río Atoyac, parte de la región hidrológica de Costa Chica-Río Verde.

## Educación
San Martín de los Cansecos cuenta con tres niveles educativos dentro de la Educación Básica: un preescolar general denominado Escuela Guillermina Carriedo Banuet, una Telesecundaria y la Escuela Primaria Vicente Guerrero. Las tres instituciones son de carácter público, con control estatal y federal transferido, y funcionan en turno matutino. El preescolar se ubica en Privada de Hidalgo número 3, la telesecundaria en calle Independencia número 1, y la primaria sobre la carretera Oaxaca–Puerto Ángel S/N, todas dentro del código postal 71560.

## Salud
En el municipio, los servicios de salud son brindados por la Secretaría de Salud del Gobierno del Estado, el Instituto Mexicano del Seguro Social (IMSS) y la Cruz Roja. Por su parte, las acciones relacionadas con el bienestar social, en sus distintas áreas, son coordinadas por el Sistema Nacional para el Desarrollo Integral de la Familia (DIF), mediante el Comité Municipal.

## Clima
El clima de San Martín de los Cansecos es semiseco semicálido. El rango de temperatura promedio es de 18 a 20 grados celcius, el mínimo promedio es 6 a 8 grados y el máximo promedio de 30 a 32 grados. El rango de precipitación promedio es de 600 a 800 mm y los meses de lluvias son de noviembre a abril.

## Demografía
De acuerdo al último censo, realizado por la Secretaría del Binestar en 2025, en el municipio habitan 1059personas. Del total de habitantes de San Martín de los Cansecos, 11 personas hablan alguna lengua indígena.

## Atracrivos culturales y turisticos

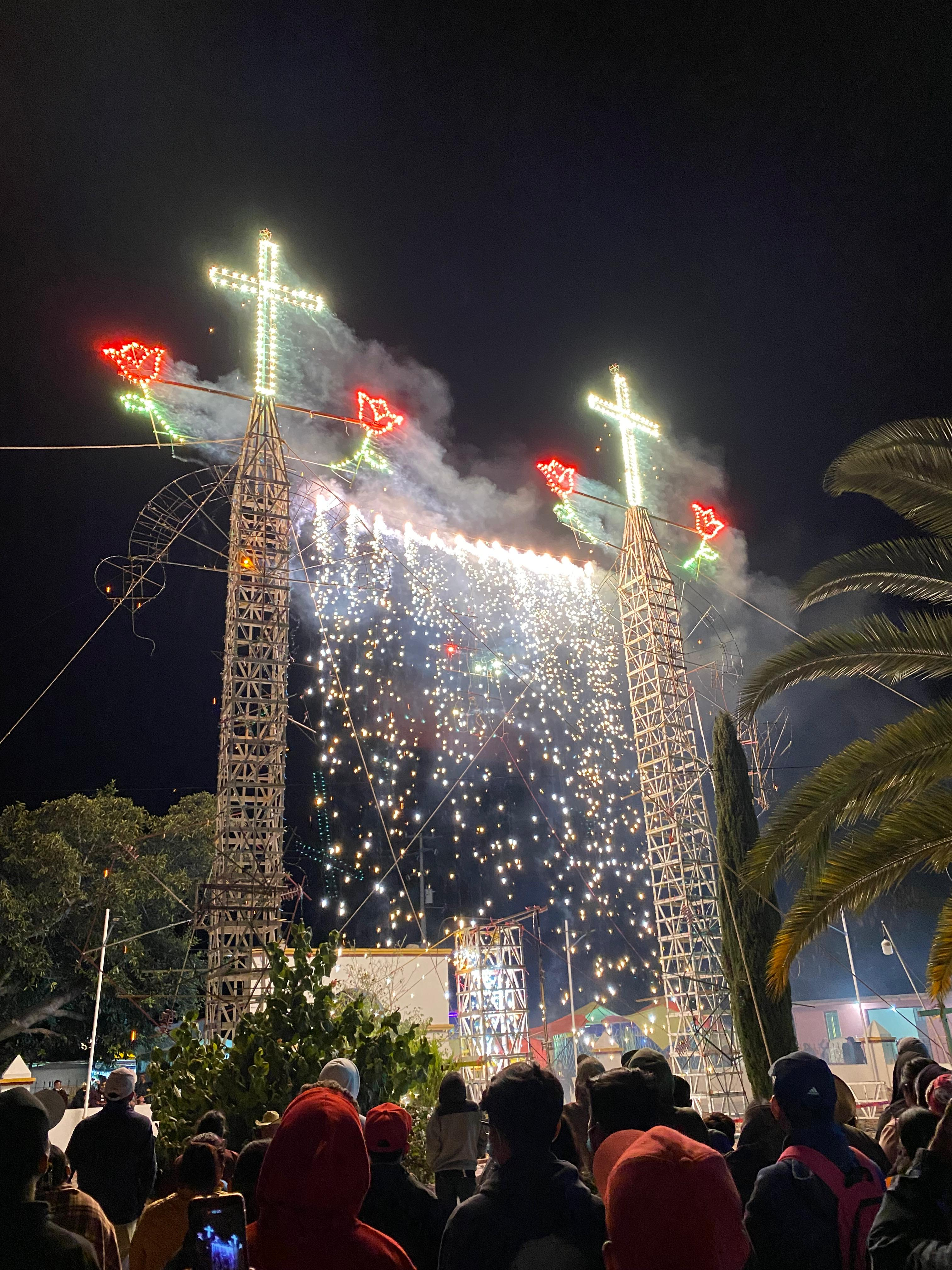
Juegos pirotécnicos en honor a San Martín Obispo

En el ámbito cultural y turístico, San Martín de los Cansecos destaca por su fiesta patronal celebrada en el mes de noviembre. El día 11 de noviembre se honra a San Martín Obispo con actividades como calendas, procesiones, feria popular, juegos pirotécnicos, música y la organización de comités de flores. La música de banda es tradicional y se utiliza en eventos familiares, cívicos y religiosos, formando parte esencial de las celebraciones locales.
En cuanto a la gastronomía, el pueblo ofrece platillos típicos como barbacoa de chivo, garbanzo, guajolote, caldo de gallina criolla con huevos y nopales, higaditos, así como mezcal, bebida representativa de la región.

## Política

### Gobierno

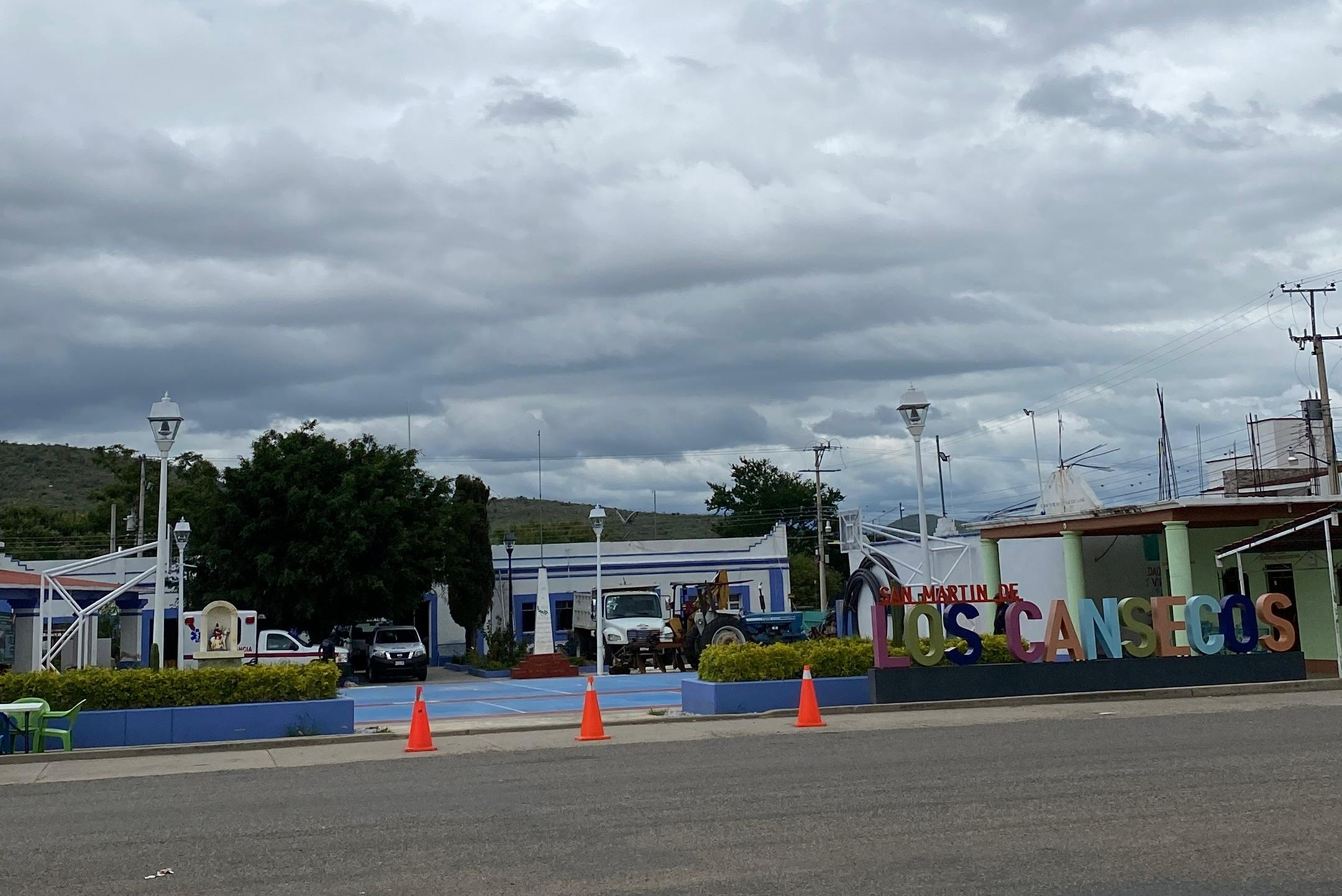
Municipio de San Martín de los Cansecos

El municipio se rige mediante el sistema de usos y costumbres, eligiendo gobernantes cada tres años de acuerdo a un sistema establecido por las tradiciones de sus antepasados.

### Regionalización
San Martín de los Cansecos pertenece al X Distrito Electoral Federal de Oaxaca, con sede en Miahuatlán de Porfirio Díaz, y al X distrito electoral local, con sede en Ejutla de Crespo.